# Medienwissenschaft
Medienwissenschaft ist die wissenschaftliche Beschäftigung mit den Medien, darunter die Massenmedien und die öffentliche Kommunikation, aber auch Aspekte der Ästhetik, Technik, Geschichte und Theorie der Medien. Die Medienwissenschaft gründet in der sprach- und geisteswissenschaftlichen Beschäftigung mit den Medien in der Literatur-, Theater-, Kunst- und Musikwissenschaft. Je nach Medienbegriff stehen dabei beispielsweise Einzelmedien wie Printmedien (Zeitung und Zeitschrift), Rundfunk-Medien (Hörfunk und Fernsehen) oder Onlinemedien (z. B. Blogs oder Webvideos) im Mittelpunkt. Mit einem breiteren Medienbegriff treten aber auch Infrastrukturen, Netzwerke oder Technologien in den Mittelpunkt. Viele Medienwissenschaftler zählen auch die Filmwissenschaft zu ihrer Disziplin.
Die Hauptarbeitsbereiche der Medienwissenschaft sind die Medienanalyse, -geschichte und -theorie. Im Gegensatz zur sozialwissenschaftlichen Kommunikationswissenschaft, bei der der Schwerpunkt auf den Wechselwirkungen zwischen Massenmedien und Gesellschaft liegt (Rezeption), stehen bei der Medienwissenschaft die Fragen nach Ästhetik, Technik und Geschichte im Vordergrund.

## Geschichte und Disziplinen
Die Anfänge der Medienwissenschaft gehen auf wissenschaftliche Untersuchungen im Bereich des Zeitungs- und Zeitschriftenwesens zurück. Bereits 1916 richtete Karl Bücher in Leipzig ein Institut für Zeitungskunde ein. Der erste Ordinarius wurde Erich Everth. Eine weiter gefasste Medienwissenschaft hat sich erst ab Ende der 1970er-Jahre als eigenständige Disziplin etabliert. Sie ist im Überschneidungsbereich von Sprach-, Literatur-, Theater- und Kulturwissenschaft, Soziologie, Sozialer Arbeit, Psychologie, Politikwissenschaft, Wirtschaft, Jura, Pädagogik und Informatik angesiedelt.

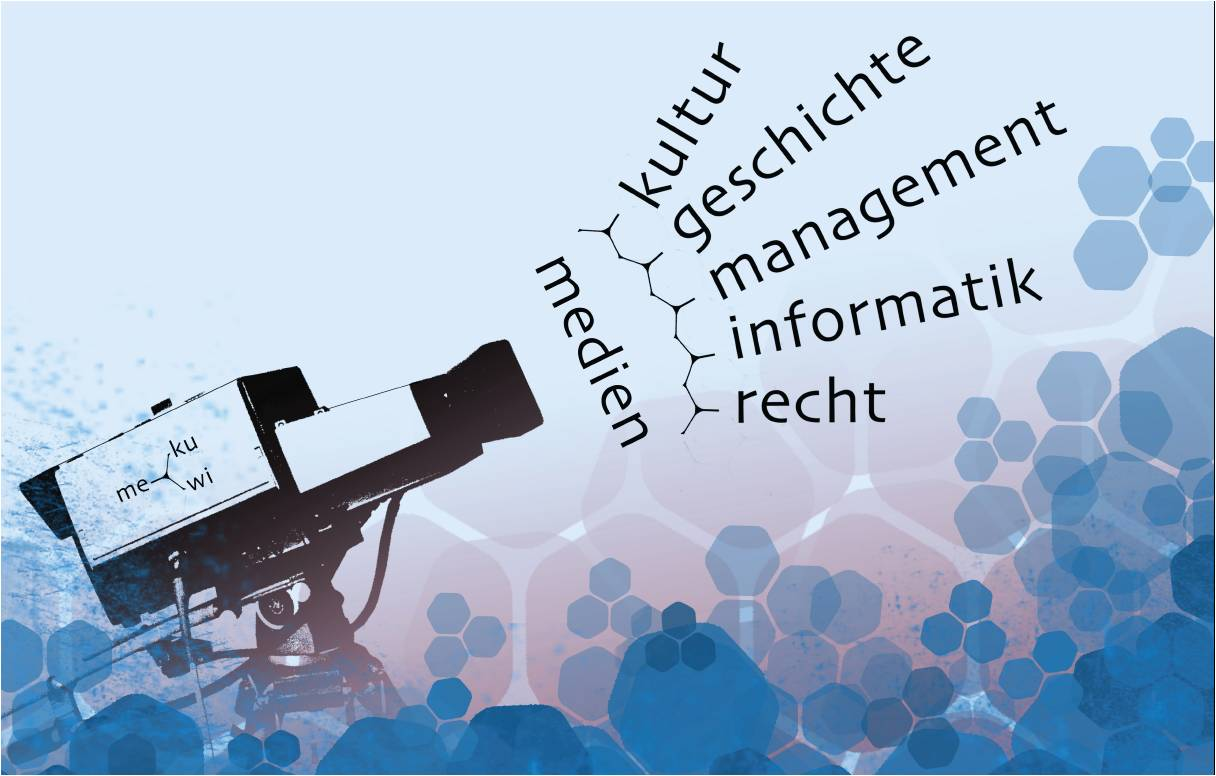
Logo eines medienwissenschaftlichen Studiengangs an der Universität Bayreuth

In Deutschland sind in der Geschichte der Medienwissenschaft zwei Ströme zu beobachten: einerseits die Ausrichtung als Geistes- und Kulturwissenschaft, andererseits als Sozialwissenschaft oder in Anlehnung an die sozialwissenschaftliche Kommunikationswissenschaft.

### Medienwissenschaft als Geistes- und Kulturwissenschaft
Der erste große Aspekt der Medienwissenschaft fußt in Geistes- und Kulturwissenschaften wie der Theaterwissenschaft und der Literaturwissenschaft und weitet sich seit den 1990er-Jahren bedeutend aus. In dieser Ausrichtung hat sich die Wissenschaft in Deutschland heute hauptsächlich herausgebildet und etabliert.
Einen klaren Beginn der Medienwissenschaft festzuschreiben, ist schwer möglich, denn medienwissenschaftliche Thesen und Fragen haben andere geistes- und kulturwissenschaftliche Disziplinen immer schon begleitet – so diskutiert bereits die antike Philosophie Unterschiede zwischen Sprache und Schrift, zwei der ältesten Medien. Diese Perspektiven können heute nachträglich als medienwissenschaftlich bezeichnet werden, ohne dass der Begriff oder gar eine Institutionalisierung der Disziplin damals bereits existierte.
In den 1960er-Jahren wandte sich vor allem die Germanistik anderen Medien zu, da im Zuge einer Neuorientierung mittlerweile auch alltagsnahe Texte in den Fokus genommen wurden. Die Institutionalisierung der Medienwissenschaft lief über Umwege, zu einem Großteil über die Gründung von film- und fernsehwissenschaftlichen Instituten.
Die geisteswissenschaftliche Form der Medienwissenschaft entstand seit den 1970er- und 1980er-Jahren aus der textorientierten geisteswissenschaftlichen Germanistik und der Theaterwissenschaft als Pendant zur stärker empirisch arbeitenden, sozialwissenschaftlichen Publizistik- und Kommunikationswissenschaft.
Als eine der ersten Publikationen zu dieser neuen Richtung gilt der von Helmut Kreuzer herausgegebene Band Literaturwissenschaft – Medienwissenschaft, der die Referate des Düsseldorfer Germanistentages 1976 zusammenfasste. In der Vorbemerkung zu dem Band wird noch von „riskantem Dilettieren“ gesprochen.
Speziell zu Beginn der 1980er-Jahre wurde anerkannt, dass die gesellschaftliche Schlüsselfunktion der Medien eine Ausweitung des Kanons der literarischen Texte auf Veröffentlichungen in der Massenpresse, Hörspiele und schließlich Fernsehspiele nötig machen würde. Auch die Rolle des Texttransfers vom einen Medium ins andere, wie etwa die Literaturverfilmung wurden problematisiert. Dazu kam die Erkenntnis der Bedingtheit und Abhängigkeit jedes literarischen Werks von seinem Medium, also des Dramas von der Bühnendarstellung, des Hörspiels vom Radio, des Romans vom Buch. Teilweise fand ein Paradigmenwechsel von der Literatur zu den Medien statt.
1984 wurde von Thomas Koebner und Karl Riha das Referateorgan MEDIENwissenschaft Rezensionen, Reviews an der Philipps-Universität Marburg gegründet, das über aktuelle Buchveröffentlichungen aus medienwissenschaftlichen Forschungsfeldern berichtet.
Germanistik und Literaturwissenschaft sowie Publizistik- und Kommunikationswissenschaft näherten sich methodisch aneinander an, etwa beim Symposium Empirische Methoden der Literaturwissenschaft 1981 in Siegen, wo von den Literaturwissenschaftlern auch Publizistik- und Kommunikationswissenschaftler eingeladen wurden oder umgekehrt beim Symposium Wege zur Kommunikationsgeschichte im Jahre 1987 am Institut für Publizistik- und Kommunikationswissenschaft der Universität Wien. Im Frühjahr desselben Jahres organisierte Hans Ulrich Gumbrecht am Inter-University Center in Dubrovnik (damals SR Kroatien) das Symposium Materialität der Kommunikation, das in einen für die medienwissenschaftliche Forschung einschlägigen Sammelband mündete (mit Beteiligung von Dietmar Kamper, Horst Wetzel, Inge Baxmann, Aleida Assmann, Martin Stingelin, Friedrich Kittler, Wolfgang Ernst und andere).
1988 erschien das Werk Ansichten einer künftigen Medienwissenschaft (herausgegeben von Rainer Bohn, Eggo Müller und Rainer Ruppert) in Anlehnung an das 1969 erschienene Buch Ansichten einer künftigen Germanistik von Jürgen Kolbe, in dem bereits der Gedanke an die medienwissenschaftliche Forschung innerhalb der Germanistik geäußert worden war. 1989 erschien der Sammelband Arsenale der Seele. Literatur- und Medienanalyse seit 1870 (herausgegeben von Friedrich Kittler und Georg Christoph Tholen) worin Literaturanalyse, Psychoanalyse, und Poststrukturalismus zusammen fanden und wichtige medienwissenschaftliche Ansätze artikuliert wurden. Spätestens 1994 mit dem Erscheinen des Sammelbands Computer als Medium aus demselben DFG-Forschungsprojekt Literatur und Medienanalysen angesiedelt an der Gesamthochschule Kassel, wurde die Digitalisierung Untersuchungsgegenstand der Medienwissenschaft.
Die heutige Medienwissenschaft zeichnet sich durch eine Pluralität von Ansätzen, Methoden und Gegenständen aus. Mitunter wird diese Perspektive der Medienwissenschaft, in Abgrenzung zur sozialwissenschaftlichen Medienwissenschaft, auch als „Medienkulturwissenschaft“ bezeichnet.

### Medienwissenschaft als Sozialwissenschaft
Die Medienwissenschaft in der Tradition anderer Sozialwissenschaften wie der Kommunikationswissenschaft, Soziologie und Ökonomie legt ihren Schwerpunkt in erster Linie auf die Massenmedien, deren politischer, sozialer, ökonomischer und kultureller Rolle und ihrer Wirkung, die sie mit der Erstellung und Distribution von Medieninhalten auf das Publikum haben. Teilweise lehnen sich auch geisteswissenschaftlich orientierte medienwissenschaftliche Institute an die sozialwissenschaftliche Kommunikationswissenschaft an oder bedienen sich teilweise auch empirischen Methoden, wie sie eigentlich für diese Wissenschaft typisch sind.
Eine bedeutende sozialwissenschaftliche Fragestellung innerhalb der Medienwissenschaft ist die nach der Bedeutung, die den Medien für die Herstellung geschlechtsspezifischer Identitäten zukommt. Ausgehend von der zentralen Funktion, die Medien für die Konstruktion von Zugehörigkeiten zu Gemeinschaften einnehmen, wird dabei den geschlechtsspezifischen Dimensionen des Ein- und Ausschlusses nachgegangen. Im Zentrum der geschlechtersensiblen Medienwissenschaft steht die Frage nach geschlechterhierarchischen Konstruktionen, die zu ungleichen Teilhabechancen von Männern und Frauen an den symbolischen Ressourcen der Gesellschaft führen.

## Zentrale Arbeitsfelder
Das Strategiepapier der Gesellschaft für Medienwissenschaft von 2008 beschreibt die Kernbereiche des Faches wie folgt:
„Medienwissenschaft beschäftigt sich mit der  Theorie,  Geschichte und  Ästhetik von Medien und Mediensystemen insbesondere unter dem Gesichtspunkt ihrer sozialen Funktionen, ihrer technischen Bedingtheit und ihrer kulturellen Integration, Akzeptanz und Effekte. Medien werden dabei als technisch, funktional, kulturell oder ästhetisch ausdifferenzierte Einheiten von Mediensystemen aufgefasst, die über ihre Ästhetik, ihre Form, ihre kommunikative und epistemologische Funktion und ihre technische Organisation beschrieben werden können.“
Heute verschwimmen die Grenzen und die Forschung wird durch zusätzliche Aspekte ergänzt. Die Teildisziplinen, die sich in vielen Fällen mit anderen Fächern überschneiden, reichen von der Medienanthropologie über die Medienpädagogik und Medienphilosophie bis hin zum Medienrecht.

## Öffentliche Foren
Für den wissenschaftlichen Austausch und als öffentliches Forum wurde 1977 die International Association for Media and History (IAMHIST) gegründet, die das Historical Journal of Film, Radio and Television herausgibt. Ebenfalls international ausgerichtet ist die 1959 gegründete Society for Cinema and Media Studies (SCMS). Im deutschsprachigen Raum gibt es die Gesellschaft für Medienwissenschaft (GfM), die Deutsche Gesellschaft für Publizistik- und Kommunikationswissenschaft (DGPuK) und den Studienkreis Rundfunk und Geschichte (StRuG). Das Adolf-Grimme-Institut untersucht kontinuierlich die deutschen Fernsehprogramme nach Qualitätssendungen und vergibt jährlich entsprechende Auszeichnungen, denen jeweils intensive medienwissenschaftliche Sichtungen und Beratungen zugrunde liegen. Die ebenfalls jährlich stattfindenden Mainzer Tage der Fernsehkritik des ZDF sind eines der weiteren Foren, die Leute aus der Praxis und Medienwissenschaftler zu einer öffentlichen Rückschau, Bestandsaufnahme und Perspektiven-Veranstaltung versammeln. Die Medientage München veranstalten einen jährlich stattfindenden international ausgerichteten Medienkongress. - In Frankreich engagiert sich die Société pour l'histoire des médias (SPHM) für die Erforschung der Mediengeschichte.

## Instrumente zur Literaturrecherche
Das  Fachrepositorium media/rep/ der Universität Marburg stellt Publikationen aus dem Bereich der Medien- und Filmwissenschaft nach den Prinzipien des Open Access zur Verfügung. Der  Fachinformationsdienst für Medien-, Kommunikations- und Filmwissenschaft adlr.link wird an der Universitätsbibliothek Leipzig betrieben.

## Studium
Das Studium der Medienwissenschaft ist an diversen europäischen Hochschulen möglich. Je nach wissenschaftlicher Ausrichtung wird es häufig in Kombination mit den verwandten Fächern Kommunikations-, Literatur- und Theaterwissenschaft angeboten. Als eigenständiges Studienfach hat sich seit den 1980er-Jahren die Theater-, Film- und Medienwissenschaft (TFM) etabliert. Wegen der teilweise künstlerisch-kreativen Ausrichtung gibt es neben universitären Angeboten auch Lehrgänge an Fachhochschulen oder an Künstlerischen Hochschulen. Die Vergabe der Studienplätze erfolgt wegen der hohen Attraktivität des Fachs anhand eines örtlichen Auswahlverfahrens (Numerus clausus), häufig werden zusätzlich auch Eignungs- und Auswahltests durchgeführt. Besonderer Wert wird dabei auf sehr gute Deutschkenntnisse, gute Kenntnisse der englischen Sprache und manchmal weiterer Fremdsprachen gelegt. Zum Teil dienen medienwissenschaftliche Studiengänge zur Ausbildung für die Berufspraxis, zum Teil haben sie einen rein wissenschaftlichen Anspruch.